# Hotel Bären (Titisee-Neustadt)

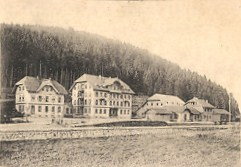
Hotel „Bären“, davor der Bahnhof Titisee (um 1898)

Das Hotel Bären in der Neustädter Straße 35 in Titisee-Neustadt war ein historisches Hotel mit einer Holzfassade im Stil des Schwarzwaldhauses.

## Geschichte

Höhenwagen genannte Omnibusse vor dem Hotel „Bären“ und dem Bahnhof (Postkarte aus Zeit vor dem Ersten Weltkrieg)

Am 4. April 1887 beantragte Josef Isele die Erlaubnis, eine Restaurationswirtschaft zu betreiben. Diese sollte neben dem Bahnhof der Station Titisee erbaut werden, der sich zu diesem Zeitpunkt auf der linken Seite (in Fahrtrichtung Donaueschingen gesehen) befand und erst 1915 auf die andere Seite der Gleise verlegt wurde. Isele erhielt seine Lizenz zum Gasthausbetrieb am 2. Mai 1888 und konnte am 19. Mai desselben Jahres das Gasthaus „Bären“ eröffnen. 1890 erweiterte er das Areal, auf dem sein Gasthaus stand, um dieses vergrößern zu können. Sein Schwiegersohn Emil Dengler erhielt 1896 die Genehmigung zum Ausschank von Branntwein.
Nachdem Josef Isele verstorben war, verkauften dessen Erben die Anlage 1898 an den Brauereidirektor Louis Ganter und den Privatier Otto Hüglin. Schon wenig später, im Jahr 1900, ging sie in den Besitz Adolf Guths über. Im Jahre 1903 besaß der Bären bereits einen Telefonanschluss. Ab 1934 wurde das Haus von Alfred Guth geführt. Gegen Ende des Zweiten Weltkriegs diente der „Bären“ als Lager für Kinder, die durch die Kinderlandverschickung aus Pforzheim in den Schwarzwald gebracht worden waren. Nach dem Ende des Krieges wurde das Hotel von den französischen Besatzungstruppen beschlagnahmt, die es bis 1949 nutzten.
Danach konnte Alfred Guth das Haus wieder übernehmen und renovieren. Es blieb bis 1970 im Besitz der Familie Guth, die es dann zum 1. April 1970 an Adam und Harald Sauter verkaufte. Unter deren Leitung wurde das Stammhaus von 1976 bis 1981 renoviert und modernisiert. 1982 wurde der sogenannte Waldflügel angebaut. Danach erfolgte der Umbau des Eingangsbereichs, 1995 wurde die einstige Vesperstube zur Weinstube umgestaltet. 1997 wurde ein zweigeschossiger Wellnesspavillon angefügt, 2004 übernahmen Thomas und Stefan Sauter die Leitung des Hotels Bären. 2005 wurde der Anstrich erneuert und 2006 das Restaurant umgebaut.
Das Hotel wurde mehrfach Opfer von Bränden; Ende 2011 wurde das Hauptgebäude durch ein Brandunglück schwer beschädigt. Im März 2012 wurde bekannt, dass die Brandruine abgerissen werden muss. Mitte April 2012 wurde mit dem Abriss des Gebäudes begonnen.
Im Herbst 2012 erklärte die Betreiberfamilie auf ihrer Website, dass das Hotel wieder aufgebaut werden soll. Der Waldflügel, der den Brand weitgehend überstanden hatte, soll im Zuge der Bauarbeiten ebenfalls umgestaltet werden. Der Spatenstich wurde für den November 2012 angekündigt. Allerdings verschob sich der Baubeginn. Die Aufnahme des Betriebs war für Anfang Dezember 2013 oder Anfang Januar 2014 geplant. Beim ersten Spatenstich im Mai 2013 wurde als Ziel für die Wiedereröffnung Februar 2014 genannt, was bei Fertigstellung des Rohbaus Ende 2013 auf Juni 2014 korrigiert wurde. Der Hotelbetrieb wurde zum 1. Juli 2014 wieder aufgenommen und im November 2014 fand die Eröffnungsfeier statt.

## Brände

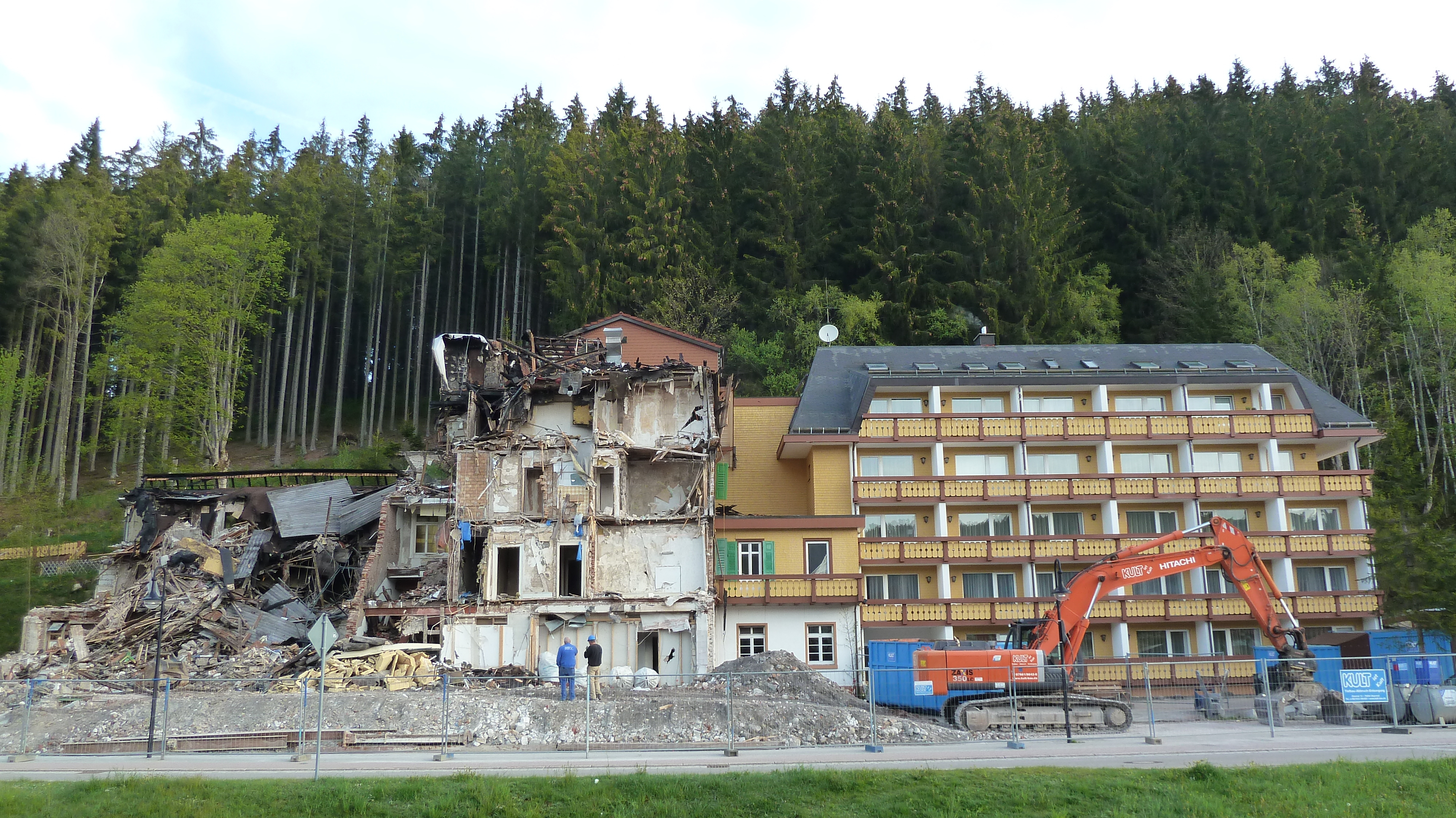
Abriss des Hotels (2012)

Im Frühjahr 1901 vernichtete ein Brand das Ökonomiegebäude und die Dependance. 1961 brannte das Hotel erneut; die Inhaber und das Personal konnten jedoch der Flammen Herr werden, bevor größere Schäden entstanden waren.
Am Abend des 27. Dezember 2011 brach in einem der Gästezimmer ein Brand aus, der das hauptsächlich aus Holz errichtete alte Hotel schwer beschädigte. Mehr als 200 Feuerwehrleute bemühten sich, den Brand zu löschen bzw. unter Kontrolle zu bringen, was nach über sechs Stunden gelang. Die Löscharbeiten dauerten bis zum Vormittag des nächsten Tages. Ferner waren 65 Kräfte des Deutschen Roten Kreuzes vor Ort. Zum Zeitpunkt des Ausbruchs dieses Brandes befanden sich 74 oder mehr Gäste im Hotel. Einige Personen wurden verletzt. Der Sachschaden belief sich nach ersten Schätzungen auf eine sechsstellige Eurosumme. Der Bürgermeister von Titisee-Neustadt bezeichnete die Beschädigung des alten Hauses, das das Ortsbild prägt, als eine Katastrophe für Titisee-Neustadt.